# Yasuko Agawa
Yasuko Agawa (jap. 阿川 泰子, Agawa Yasuko; * 16. Oktober 1951 in Kamakura, Präfektur Kanagawa) ist eine japanische J-Pop-, Funk- und Jazzsängerin, die ihre größten Erfolge in den 1970er- und 80er-Jahren hatte.
Agawa begann als Filmschauspielerin und spielte Nebenrollen in den Produktionen Chi o suu bara (1974), Weltkatastrophe 1999? (1974) und Die Brut des Teufels (1975). 1978 legte sie ihr Debütalbum Love-Bird vor, auf dem sie Standards wie „Blue Moon“, „Someone to Watch Over Me“ oder „What a Difference a Day Makes“ interpretierte. Es folgten bis 2007 eine Reihe von Alben, bei denen sie u. a. von Kunimitsu Inaba, Shuichi Murakami, Takeru Muraoka, Seiichi Nakamura, Soichi Noriki und Tsuyoshi Yamamoto, bei Sessions in den Vereinigten Staaten u. a. von Richard Evans, Wilton Felder, Victor Feldman, Alan Kaplan, Bobby Lyle und Joe Sample begleitet wurde. Das Album All Right With Me  spielte sie 1984 mit Nobuo Kato, Tommy Flanagan, George Mraz und Art Taylor ein; im folgenden Jahr nahm sie mit Konosuke Saito, Takeru Muraoka, Sir Roland Hanna, Sadanori Nakamure, Ron Carter, Lewis Nash und  Kenyatta Abdul-Rahman das Album Melodies auf. Sérgio Mendes war Co-Produzent ihres Bossa-Nova-Albums Ouro do Manaus (1988). In Los Angeles entstand das Ellington-Album My Duke; in der Begleitband spielten u. a. Snooky Young, Chuck Findley, Warren Luening, Chauncey Welsch, Gary Foster, Pete Christlieb, Jack Nimitz, Ron Eschete, Chuck Berghofer und Harvey Mason.
1989 wurde sie in der Fernsehshow Osharé 30/30 herausgestellt; Mitte der 1990er Jahre trat sie in der Musik- und Talkshow BS Jazz Kissa auf. Im Bereich des Jazz war sie zwischen 1977 und 2001 an 29 Aufnahmesessions beteiligt.